# Pinus herrerae
Pinus herrerae (лат.) — вид вечнозеленых хвойных деревьев рода Сосна семейства Сосновые (Pinaceae). Естественный ареал распространения находится в Мексике. Вид не находится под угрозой исчезновения. Древесина и смола используются в коммерческих целях. Использование в декоративном садоводстве неизвестно

## Ботаническое описание
Вечнозеленое дерево высотой от 30 до 35 метров. Ствол прямой, иногда извилистый, его диаметр на высоте 1,3 м достигает 80-100 сантиметров. Кора ствола толстая, шероховатая, от красновато-коричневой до серо-коричневой и разделена на чешуйчатые пластины неглубокими продольными бороздами. Заводная головка открытая и почти сферическая. Ветви длинные, тонко нависающие или горизонтальные. Иглы слегка поникают. Молодые побеги оранжево-коричневые, гладкие, безволосые, с хорошо развитыми пульвини, идущими по ветке.
Вегетативные почки от яйцевидно-заостренных до яйцевидно-продолговатых или цилиндрических, не смолистые. Терминальные почки имеют длину от 10 до 15 миллиметров, боковые почки меньше. Стебли, сформированные в виде почковидных чешуй, коричневые, шиловидные и суховато-кожистые. У них изогнутый кончик. Хвоинки растут по три в игольчатом чехле, длина которого сначала достигает 20 миллиметров, затем укорачивается до 8-15 миллиметров, который может удлиняться из-за роста хвои. Хвоя желтовато-зелёная до светло-зелёной, тонкая и гибкая, поникающая или раскидистая, длиной от 15 до 20, редко от 10 сантиметров и толщиной от 0,7 до 0,9 миллиметра. Они остаются на дереве в течение трех лет. Край иглы мелко зазубрен, конец заострён. На всех сторонах игл имеются узкие стоматы. Обычно формируются два или три смоляных канала, редко — один или четыре.
Пыльцевые шишки желтовато-зелёные с красным оттенком, яйцевидно-продолговатые или цилиндрические, длиной от 1,5 до 1,8 сантиметра, диаметром около 5 миллиметров. Семенные шишки растут на концах веток, поодиночке или по две напротив друг друга, реже по три на 10 — 15 миллиметровых, сначала прямых, а затем изогнутых ножках, которые остаются на шишке, даже когда она опадает. Зрелые шишки узкояйцевидные в закрытом состоянии, почти симметричные или слегка изогнутые в открытом состоянии, яйцевидные, от 3 до 3,5, редко от 2 и до 4 сантиметров длиной, диаметром от 2 до 3,5 сантиметров. От 35 до 85 семенных чешуй густо одревесневшие, удлинённые, прямые или изогнутые. Апофиза слегка приподнята и поперечно килеватая, с волнистым или цельным краем, радиально полосатая и светло-коричневая. Умбо имеет пирамидальную форму и вооружён небольшим наклонным шипом. Семена яйцевидные или обратнояйцевидные, слегка сплюснутые, длиной от 2,5 до 4 миллиметров, шириной от 2 до 3 миллиметров, тёмно-серо-коричневого цвета. Семенное крыло косо-яйцевидное, длиной от 5 до 8 миллиметров, шириной от 3 до 5 миллиметров, полупрозрачное, желтоватое с тёмным оттенком.

## Распространение и экология
Естественный ареал вида находится в Мексике на юго-западе штата Чиуауа, в Синалоа, Дуранго, Герреро, Мичоакане, а также на западе и юге Халиско. Он простирается вдоль Сьерра-Мадре-Оксидентал и вдоль Сьерра-Мадре-дель-Сур, где более густые заросли.
Вид произрастает на высоте от 1500 до 2600 метров, а в Сьерра-де-Куале на западе штата Халиско его можно встретить на высоте от 1100 метров. Территория распространения классифицируется как зона зимней суровости 9 со среднегодовыми минимальными температурами от −6,6° до −1,2° С. Годовое количество осадков колеблется от 900 до 1600 миллиметров и увеличивается по направлению к югу. Сухой сезон длится с ноября по май. В основном это сосновые леса или смешанные леса из сосен и дубов, в которых этот вид встречается вместе с большим количеством других видов сосен, а местами и с представителями ели Дугласа (Pseudotsuga). Другие лиственные деревья включают представителей земляничных деревьев (Arbutus), ольхи, клетры (Clethra), грецкого ореха (Juglans), Persea, Clusia и липы (Tilia). На больших территориях леса находятся под сильным влиянием человека, например, в результате вырубки крупных сосен, периодических пожаров или выпаса скота.
В Красной книге МСОП вид классифицируется как не находящийся под угрозой исчезновения.

## Систематика и история исследований
Впервые вид был научно описан в 1940 году Максимино Мартинесом в журнале «Anales del Instituto de Biológia de la Universidad Nacional de México». Видовой эпитет herrerae дан в честь мексиканского биолога Альфонсо Эррера, коллеги Максимино Мартинеса по Мексиканскому университету. Pinus herrerae — вид того же рода.
Pinus herrerae тесно связан с Pinus teocote и Pinus lawsonii, которые также имеют небольшие шишки. Иногда его даже считают разновидностью (Pinus teocote var. herrerae (Martínez) Silba) Pinus teocote.

## Использование
Древесина Pinus herrerae хорошего качества и используется по всему ареалу, смола добывается в промышленных целях. Использование в декоративном садоводстве неизвестно.